# Monteaguila (Chile)
Monteaguila város Chilében. Összesen 6090 lakosa van.

## Képek

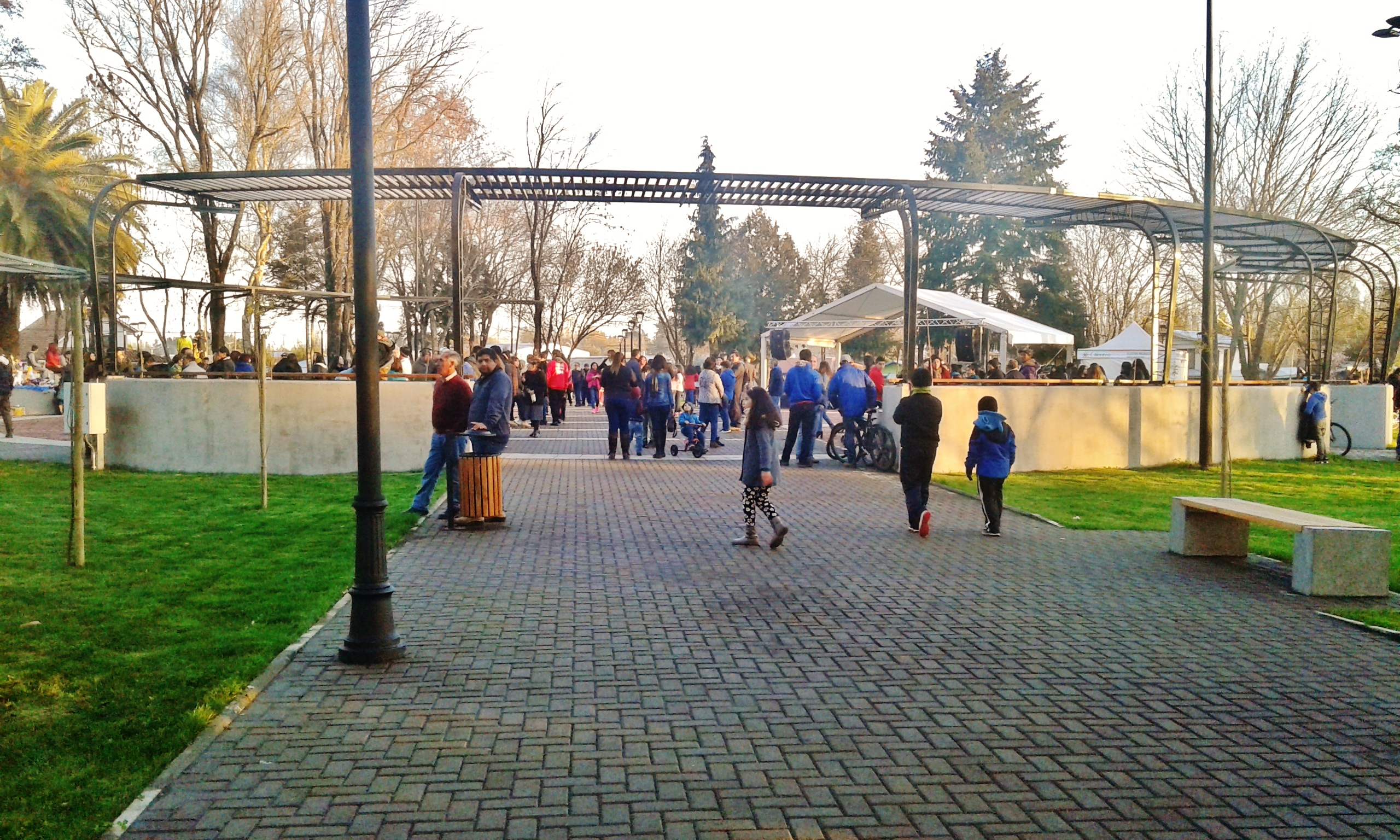
Fő tér
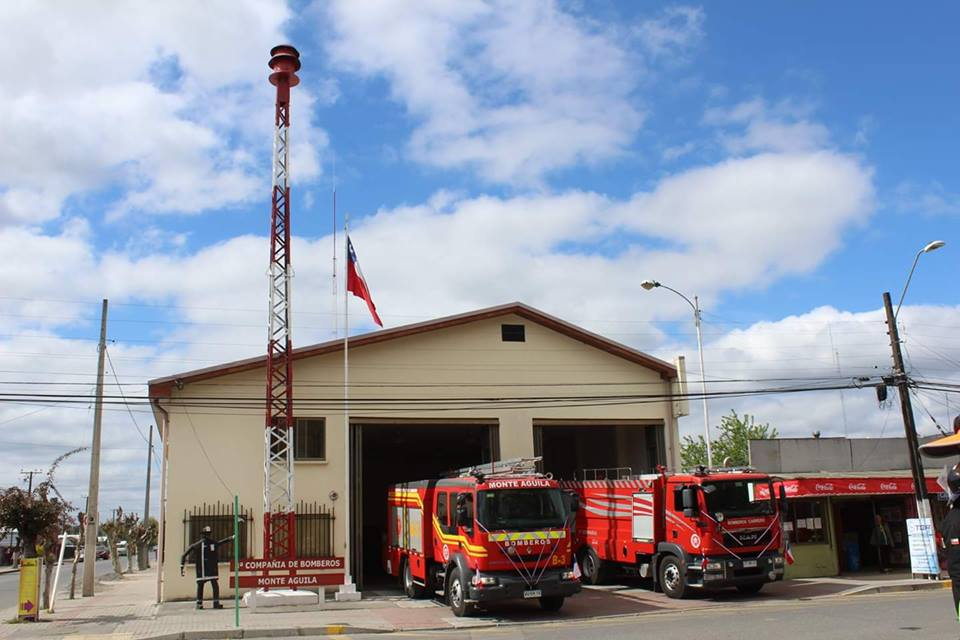
Tűzoltóság
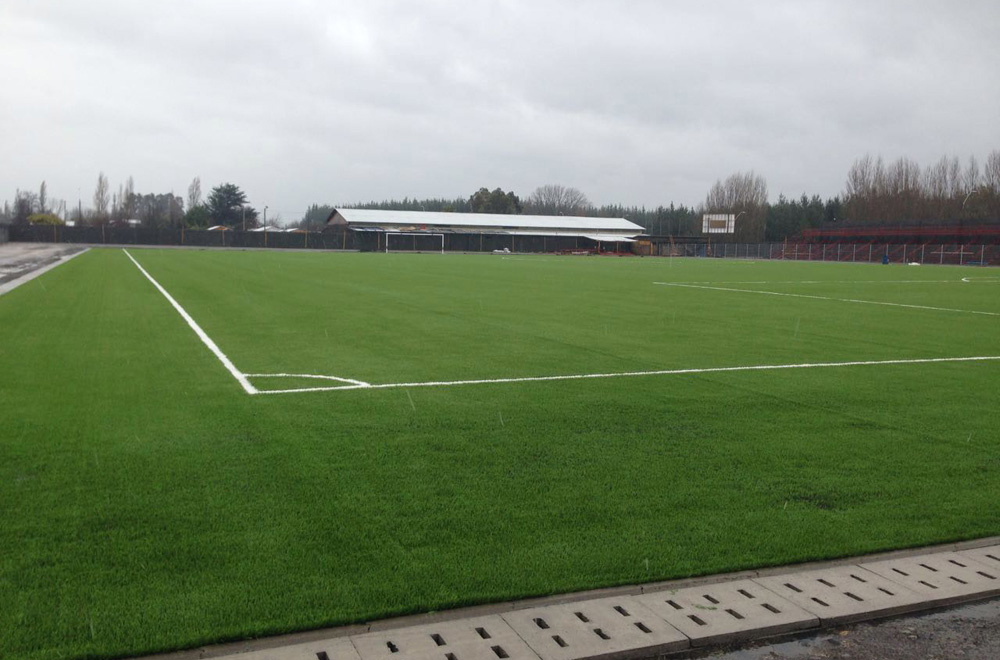
Focistadion
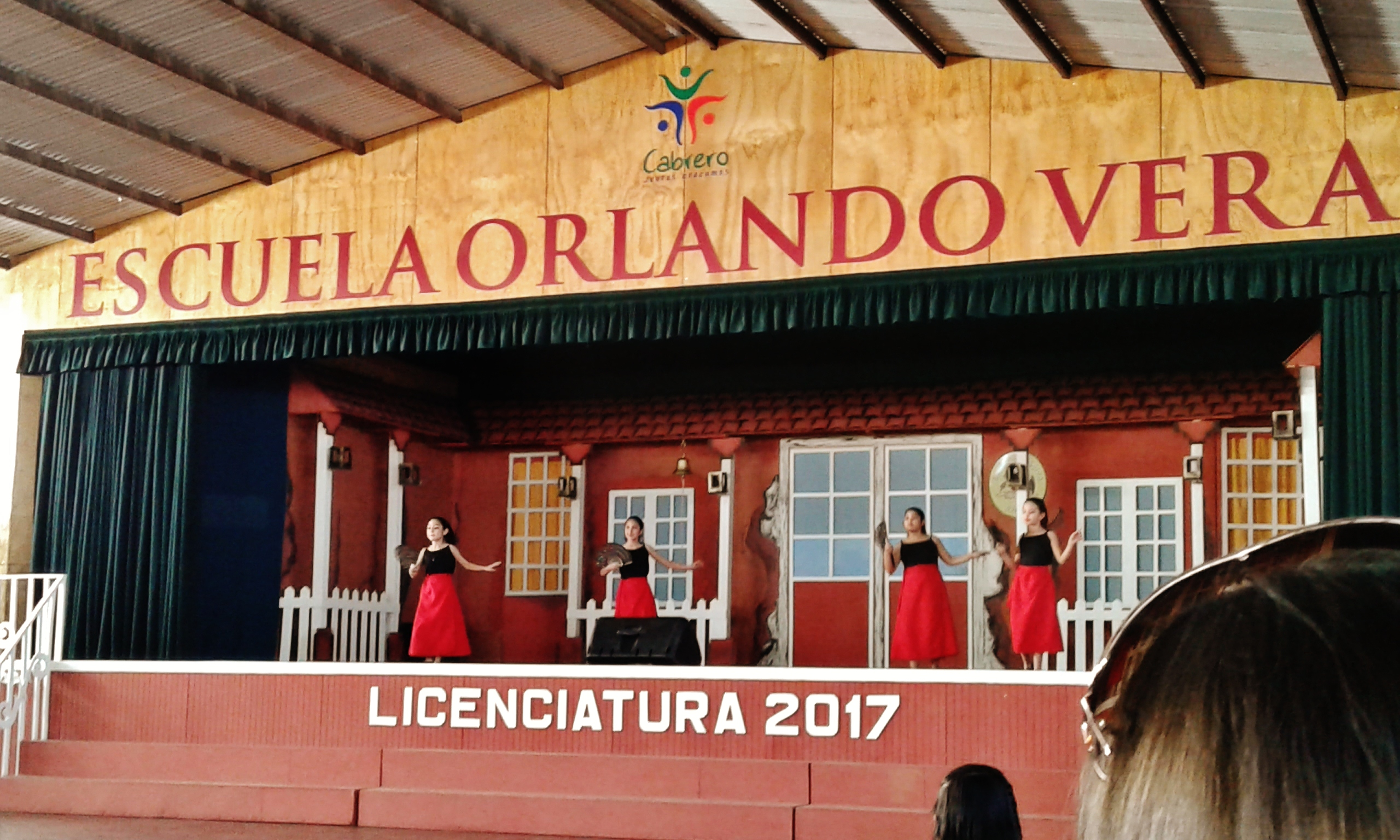
Iskola